# エスペランティスト
エスペランティスト（エス：esperantisto）とは、エスペラントで、「エスペラントを知り、使用する者」を意味する言葉。
エスペラントが日本に入ってきた明治時代の頃の日本語では「エスペランチスト」と表記されていたが、原語の発音に近いエスペランティストと表記されることが多い。これはエスペラントでti（ティ）とĉi（チ）の区別があるためである。「エスペラント使用者」、「エスペラント主義者」とも訳される。

## 定義
エスペランティストという単語はEsperanto（エスペラント）に接尾辞-ist-を付けて派生させた造語である。接尾辞-ist-の派生語は「職業の従事者」あるいは「思想の主義者」という意味で派生させたものが多い。（例：kuraci〈治療〉→ kuracisto〈医者〉、realo〈現実〉→realisto〈現実主義者〉）　そのため限定的に「職業的にエスペラントを広めることに熱心な者」、あるいは「エスペラント主義を標榜する者」という意味で使われる場合もある。しかし、-ist-は本来「それによく携わる者」ぐらいの広い意味を持ち、職業的な意味以外でも使われるため、（例：Vikipedio〈ウィキペディア〉→Vikipediisto〈ウィキペディアン、「ウィキペディア利用者」の意〉）多くの場合エスペランティストという言葉は「エスペラントを知り、使う者」という広い意味で使用される。

### ブローニュ宣言による定義
ブローニュ宣言第5条はエスペランティストを次のように定義している。

エスペランティストとは、使用者がそれを使う目的に全く関係なく、エスペラントを知り、使用する者全てを指す。全てのエスペランティストにとって、なんらかの活動しているエスペランティストの会に所属することは推奨すべきであるが、強制であってはならない。

## 他の表現
エスペランティストという言葉が「職業者」あるいは「主義者」というニュアンスを持つために、抵抗を感じる人もいる。そのような人は「職業者」「主義者」のようなニュアンスを与えないような単語を使う。
エスペラント・パロラント (Esperanto-parolanto)
エスペラント話者。接辞「-anto」には「（動詞）～をする人（物）」という意味がある。
エスペラント・リングヴァーノ (Esperanto-lingvano)
lingvanoには言語共同体の一員のような意味がある。
エスペランターノ (Esperantano)
エスペラントの一員。最大のエスペラント辞典 La Nova Plena Ilustrita Vortaro de Esperanto には「エスペラントに賛同する者」と説明がある。
サミデアーノ (Samideano)
同志。特にエスペランティストについて使う。「sama（同じ）」「ideo（観念、理念）」「-an-（構成員）」の3語根からなる複合語。

## 著名なエスペランティスト

### 日本関係（長期滞在者を含む）
- 井上ひさし
- 臼井裕之
- 梅棹忠夫
- ヴァスィリー・エロシェンコ
- 大杉栄
- 奥田弦
- 木村護郎クリストフ（木村護郎）
- 窪田ミナ
- 栗栖継
- 黒板勝美
- 小西岳
- 小林エリカ
- 小林司
- 堺利彦
- 佐々木孝丸
- 高杉一郎
- 中目覚
- 新渡戸稲造
- 野田淳子
- 長谷川テル
- ハルペン・ジャック（春遍雀來）
- 宮沢賢治
- 柳田國男
- 吉野作造
- トニー・ラズロ

### その他
- 巴金
- アントニー・グラボウスキー
- ルドヴィコ・ザメンホフ
- レフ・トルストイ
- カジミエシュ・バイン
- クロード・ピロン
- ルー・ハリソン
- アンリ・バルビュス
- ハラルド・ヘルフゴット
- マックス・ミュラー
- ユディット・ポルガー
- ルシアン・ペレール
- デイヴィッド・ゲインズ（エスペラント語版）